# Pont-Trambouze
Pont-Trambouze era una comuna francesa situada en el departamento de Ródano, de la región de Auvernia-Ródano-Alpes, que el 1 de enero de 2016 pasó a ser una comuna delegada de la comuna nueva de Cours al fusionarse con las comunas de Cours-la-Ville y Thel.

## Demografía
| Gráfica de evolución demográfica de Pont-Trambouze entre 1901 y 2013 |
|                                                                      |

Los datos demográficos contemplados en este gráfico de la comuna de Pont-Trambouze se han cogido de 1800 a 1999 de la página francesa EHESS/Cassini, y los demás datos de la página del INSEE.